# Erreur judiciaire
Pour l’article homonyme, voir Erreur judiciaire (film, 1948).

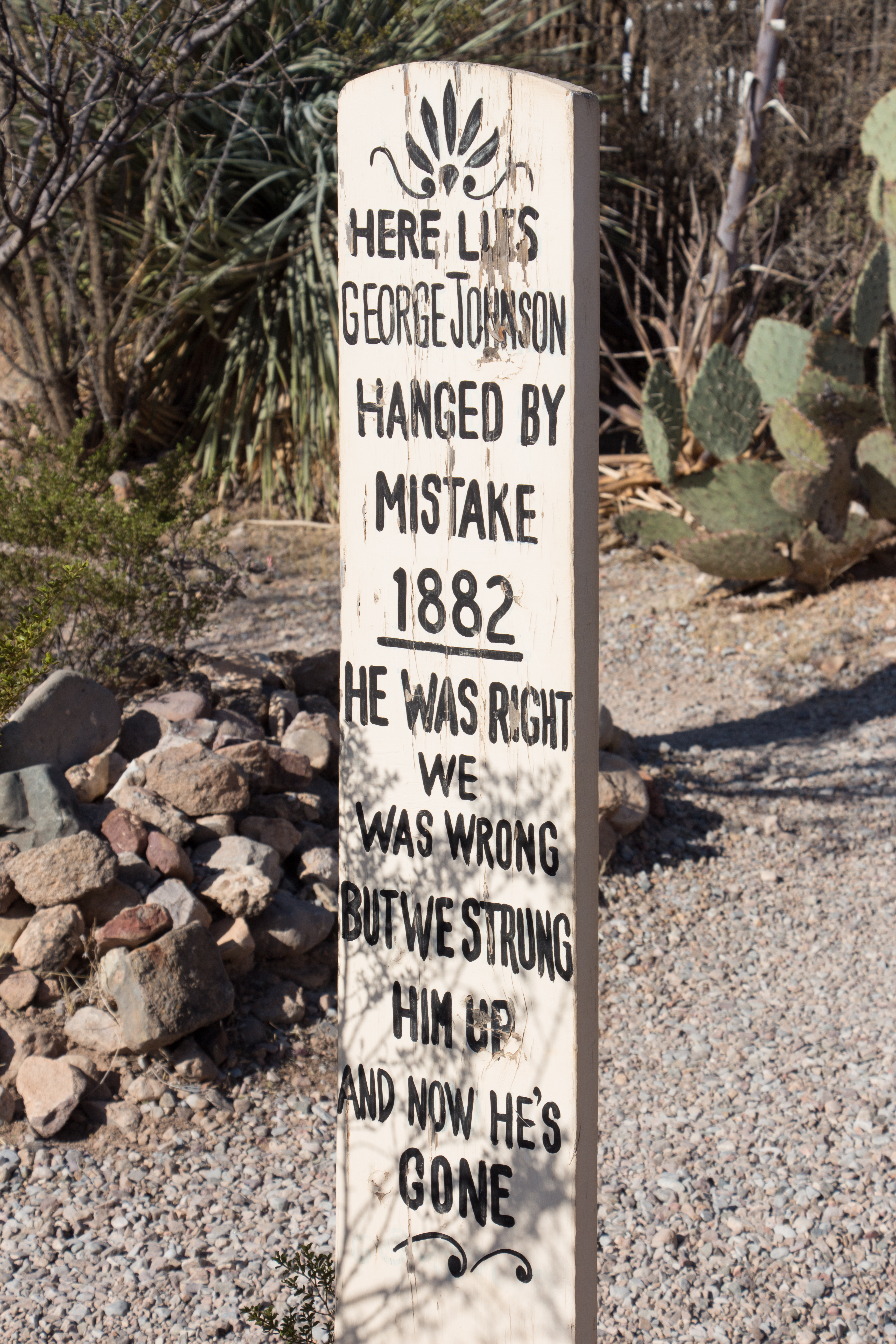
Pierre tombale dans le cimetière de Tombstone (Arizona), indiquant une pendaison par erreur.

Une erreur judiciaire est une « erreur de fait commise par une juridiction de jugement dans son appréciation de la culpabilité d'une personne poursuivie ».
Afin de pallier l'erreur judiciaire, les décisions de justice sont, dans certains pays, soumises au pouvoir politique. Au Royaume-Uni, le Parlement a le pouvoir de casser des décisions de justice par la voie législative. Ainsi, en janvier 2024, dans le scandale de la Poste britannique, - probablement l'erreur judiciaire la plus étendue de toute l'histoire britannique (the most widespread miscarriage of justice in UK history) ,, - le gouvernement britannique, qui a reçu une pétition de 1,2 million de signatures , constate l'incapacité de l'institution judiciaire à revenir rapidement sur des centaines d'erreurs de justice qui ont parfois abouti à des peines de prison, et propose aux parlementaires une loi annulant des centaines de condamnations,. Le dédommagement des erreurs judiciaires coûtera au contribuable plus d'un milliard de livres sterling (environ 1 170 000 000 Euros) .
Il ne peut s'agir que d'une erreur de fait, c'est-à-dire d'une « erreur portant sur l'existence d'un fait ou dans l'appréciation d'une situation ». Il s'agit de preuves qui auraient été inexistantes ou impossibles à interpréter à l'époque du jugement (et qui sont révélées ultérieurement) ou de preuves qui n'ont (volontairement) pas été suffisamment prises en considération. Dans le cas d'une affaire pénale, l'erreur judiciaire aboutit à la condamnation d'un innocent ou à l'acquittement (ou la relaxe) du véritable auteur de l'infraction. Il est à noter que le phénomène de l'erreur judiciaire, bien qu'étudié principalement en relation avec la criminalité, concerne toutes les branches du droit.
L'erreur judiciaire nuit à la bonne administration de la justice, puisqu'elle amoindrit la confiance de la société envers l'appareil judiciaire et peut inciter la victime à se substituer au système jugé défaillant.

## Problématique

### Causes d'après un rapport deJustice Canada
Un rapport du ministère de la Justice canadien, qui étudie la situation canadienne en examinant également les études faites de par le monde (États-Unis et Europe en particulier), identifie plusieurs causes de l’erreur judiciaire :
- obstination à ne suivre qu’une théorie ;
- erreur d’identification en criminalistique ;
- faux témoignages ;
- délateurs incarcérés ;
- erreur dans l’interprétation des preuves (incompétence des experts) ;
- prise de pas des expertises non juridiques (telles que l'expertise médicale) sur les questions de justice ;
- fabrication de fausses preuves par la police, les experts, les protagonistes ;
- aveux sous la crainte d'une sanction plus lourde[13].

### Le positionnement des différents acteurs de la justice

#### La place des juges dans la procédure
Les juges ne font généralement pas face aux faits, mais reçoivent des comptes rendus de la part des mis en cause généralement via leurs avocats ainsi que des agents enquêteurs, fonctionnaires de police le plus souvent[réf. nécessaire].
Les juges doivent respecter la procédure en fournissant des décisions motivées et en se fiant aux preuves (les preuves).

#### Les difficultés que peut rencontrer la police
La police se rend sur le terrain pour réaliser l'enquête qui permettra de justifier les poursuites ou de les abandonner.

## Garanties

### Face à la police
La police vient en premier dans l'ordre chronologique du processus, c'est elle qui a la responsabilité de l'enquête. Ainsi, si théoriquement la justice a aussi un pouvoir sur l'enquête via le ministère public, elle se fie au travail de la police.
L’État se doit de former ses fonctionnaires de police à respecter la procédure judiciaire et les justiciables. Si l'État ne forme pas correctement ses agents, il peut être reconnu responsable des fautes qu'ils commettraient telles que des bavures policières. Les actes de la police doivent toujours être fondés juridiquement, et le justiciable qui est saisi par la police est en droit de la questionner sur les fondements juridiques de ses agissements.
Une poignée d'agents étatiques[Qui ?] peuvent saisir l’Inspection générale de la Police nationale, la « police des polices », afin de contrôler le service de la police[pas clair].

### Face à la justice
Des textes[Quoi ?] précisent que les personnes reconnues victimes d'une erreur judiciaire doivent être indemnisées. C’est le cas du Pacte international relatif aux droits civils et politiques, dans son article 14, alinéa 6.
Des textes[Quoi ?] assurent l'indépendance de la justice vis-à-vis du pouvoir exécutif, comme la Convention européenne des droits de l'homme dans son article 6 §1.
De nombreux ordres juridiques proposent des procédures d'appel qui permettent de renouveler l'enquête autour de l'affaire et donc parfois d'éviter l'erreur judiciaire.
Les agents du pouvoir judiciaire doivent suivre des procédures juridiques précises et motiver leurs décisions.
Il existe des commissions disciplinaires qui peuvent juger les magistrats qui ne respectent pas le droit.
Les infractions pénales les plus graves (crimes) sont jugées par des cours d'assises, dans lesquelles le jury est composé de citoyens. Les citoyens placés dans le rôle de jurés sont libres d'avoir recours à l'intime conviction pour influencer la décision, ce qui peut être un moyen pour eux de contrer les abus de l'État[Quoi ?].

## Conséquences
(septembre 2020).
- Si vous ne connaissez pas le sujet, laissez ce bandeau (vous pouvez alors contacter les auteurs).
- Si vous supprimez le contenu mis en cause (vous pouvez préalablement contacter les auteurs),

argumentez précisément cette suppression dans la page de discussion
(un manque de référence n'est pas un argument ; une recherche réelle de référence doit avoir été effectuée, être formellement documentée).

### Pour la victime de l'erreur judiciaire
Il est évident que la victime d'une erreur judiciaire risque de souffrir d'un traumatisme psychologique d'importance proportionnelle à l'importance du litige. La police, par crainte d'être débordée, ne peut pas aisément prendre l'initiative de remettre en question une affaire déjà classée et jugée. L'erreur de fait ne peut alors être contrée que si un particulier ou un journaliste apporte lui-même, sous les yeux de la police, des preuves qui contrediront l'attendu des juges. À défaut, la personne devra tourner la page et apprendre à vivre avec son traumatisme.

### Pour le service de la justice
Même une fois son erreur révélée, la justice peut rechigner à l'admettre publiquement, par peur de perte d'autorité. Un trop grand nombre d'erreurs pourrait discréditer la justice. Pourtant, la justice ne peut fonctionner qu'en tant que service public, et lorsqu'une erreur judiciaire est mise au jour, n'importe qui peut se sentir coupable d'avoir fait confiance à la police au lieu d'avoir douté en l'absence de preuves tangibles.
Il est par ailleurs possible, dans le cas des litiges de droit privé, d'avoir recours à des systèmes de justice privée tels que les modes alternatifs de règlement des conflits.

## Œuvres artistiques

### Littérature
- Une littérature de l'affaire Dreyfus a été publiée dès 1894, à commencer par l'opuscule de Bernard Lazare, premier intellectuel dreyfusard : malgré des erreurs factuelles, il reste un témoignage des étapes vers la révision[14].
- Denis Langlois, Les Dossiers noirs de la justice française, Éditions du Seuil, 1974.
- Marc Hédrich, L'affaire Jules Durand, quand l'erreur judiciaire devient crime, Editions Michalon, 2020 (www.affairejulesdurand.fr)

### Cinéma
- 1899 : L'Affaire Dreyfus, film de Georges Méliès, produit par Star Film. Sept films sur différents épisodes de l'affaire Dreyfus ont été produits par la société Pathé frères au cours de cette même année 1899.
- 1948 : Winslow contre le roi, film britannique d'Anthony Asquith, sur l'affaire George Archer-Shee, un cadet de la marine britannique accusé de vol d'un mandat postal.
- 1956 : Le Faux Coupable, film américain d'Alfred Hitchcock. Le thème de l'innocent accusé à tort constitue un élément central de l'œuvre d'Hitchcock. – Basé, par le truchement d'un livre, sur un fait divers réel, Le Faux Coupable est, dans sa filmographie, le long-métrage d'Hitchcock le plus explicitement consacré au sujet, un sujet abordé d'une manière dramatique, assez éloignée du style du cinéaste.
- 1967 : Les Risques du métier, film français d'André Cayatte. – Cayatte n'a eu de cesse, dans son œuvre, de questionner la notion de « Justice ».
- 1979 : Le Pull-over rouge, film français de Michel Drach, d'après le livre de Gilles Perrault considérant l'affaire Christian Ranucci comme une erreur judiciaire.
- 1981 : Garde à vue, film français de Claude Miller, tiré du roman de John Wainwright.
- 1999 : La Ligne verte, film américain de Frank Darabont, tiré du roman de Stephen King.
- 2011 : Omar m'a tuer, film français de Roschdy Zem, tiré de l'affaire Omar Raddad.
- 2011 : Présumé coupable, film franco-belge de Vincent Garenq, adaptation de Chronique de mon erreur judiciaire, paru en mai 2005, le livre d'Alain Marécaux, l'un des accusés de l'affaire d'Outreau.
- 2015 : Dark Places, film américano-français de Gilles Paquet-Brenner, adaptation du roman homonyme de Gillian Flynn : Libby Day est une jeune femme qui a survécu à l'assassinat de sa famille dans les années 1980. Elle est la seule témoin de la scène et affirme que c'est son frère, Ben, alors âgé de 16 ans qui est le meurtrier. 30 ans plus tard, un petit groupe de "passionnés de faits divers" découvre de nouveaux éléments qui remettent en doute le témoignage de Libby.
- 2019 : Dans leur regard (When They See Us), mini-série télévisée américaine créée par Ava DuVernay pour Netflix, inspirée de l'affaire de la joggeuse de Central Park survenue à New York en 1989.
- 2019 : Le Coupable idéal de Mikael Håfström, sur le cas Sture Bergwall/Thomas Quick.